# استخبارات بشرية سرية

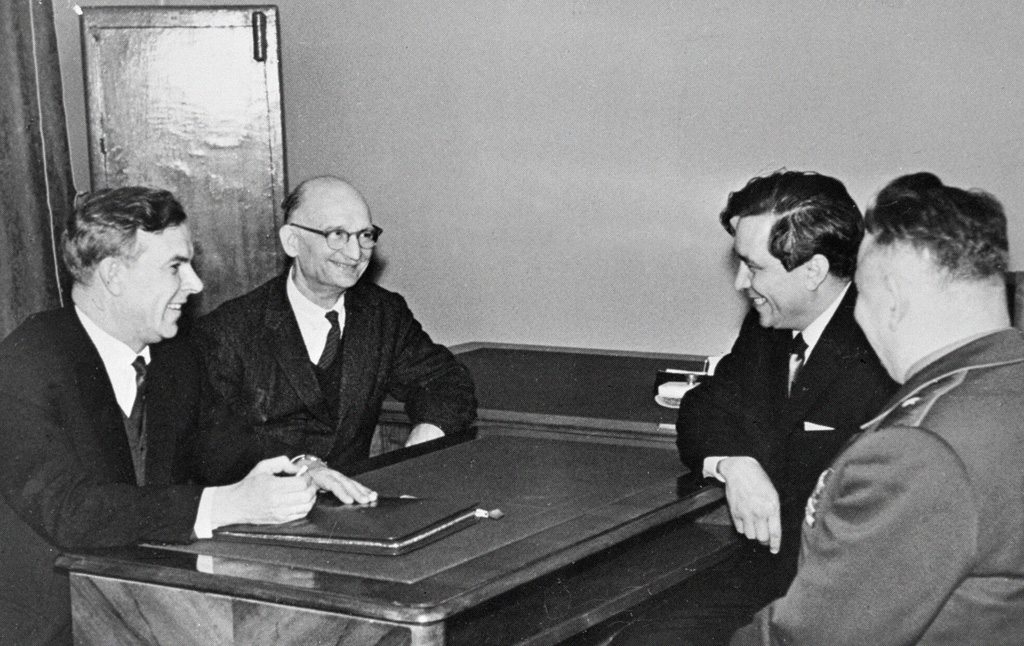
صورة يظهر فيها بعض من ضباط جهاز الاستخبارات الاوكرانية

الاستخبارات البشرية السرية هي الاستخبارات التي تقوم بجلب المعلومات من مصادر بشرية باستخدام طرق التجسس السرية. تتكون هذه المصادر من أشخاص يأخذون مجموعات متنوعة من الأدوار داخل مجتمع الاستخبارات. يعتبر الجاسوس النموذجي (الذي يسميه المتخصصون العميل) مثالاً على ذلك، وهو الذي يجمع المعلومات الاستخبارية ويوظف العاملين والأفراد المرتبطين بها والذين يتعاملون مع الاتصالات الآمنة لمنظمة الاستخبارات، إضافة لموظفي الدعم مثل وكلاء الوصول والذين قد يرتبون جهة الاتصال بين الجاسوس المحتمل والضابط الذي يعينهم. قد لا يكون المجنِد والوكيل المشرف هو نفس الشخص بالضرورة. قد تتألف شبكات التجسس الكبيرة من مستويات متعددة من الجواسيس وموظفي الدعم والمشرفين. عادة ما يتم تنظيم شبكات التجسس كخلية نحل حيث لا يعرف المشغل السري سوى الأشخاص الموجودين في خليته، وربما مسؤول الحالة الخارجي ومسؤول الطوارئ (الأمر الذي قد لا يتتطلب بالضرورة شخصاً آخر) للاتصال بالمستويات العليا إذا كانت هناك حالة قبض على ضابط أو زعيم الخلية، ولكن من دون معرفة الناس المتواجدين في الخلايا الأخرى. هذه المنظمة هي شكل من أشكال التنظيم وهو تكتيك مهم للتحكم في الوصول إلى المعلومات يستخدم لتقليل مخاطر اكتشاف الشبكة أو لنشر المعلومات حساسة. يعرف التجسس على أنه التجسس هو فعل الحصول على معلومات (عادةً عبر طرق سرية) لا يريد العدو أن يحصل عليها الكيان المسؤول عن التجسس. والتجسس سري بطبيعته، وقد يقوم المالك الشرعي للمعلومات بتغيير الخطط أو اتخاذ تدابير مضادة أخرى بمجرد معرفة أن المعلومات أصبحت في أيدٍ غير مصرح لها.
تخوض الاستخبارات السرية التي تعتمد على المصادر البشرية لجلب معلوماتها معارك مستمرة مع الاستخبارات المضادة بشكل يمكن أن تصبح فيه العلاقة ضبابية للغاية، قد يحاول أحد الأطراف تحويل أو استمالة عملاء من الطرف الآخر من أجل تقديم التقارير لهم. قد يخطئ القائمون على التجنيد في بعض الأحيان في طريقة تنظيم وتعيين العملاء مما قد يؤدي بالعميل من البلد (أ) لأن يعتقد أنه يقدم معلومات استخباراتية للبلد (ب) في حين أنه يقدمها فعلياً للبلد (ج).
ينطوي التجسس عادة وعلى عكس الأشكال الأخرى من تخصصات جمع المعلومات الاستخبارية على الوصول إلى المكان الذي يتم فيه تخزين المعلومات المطلوبة أو الوصول إلى الأشخاص الذين يعرفون المعلومات وكشفها من خلال بعض أنواع الحيل. هناك استثناءات للاجتماعات الجسدية مثل تقرير أوسلو أو إصرار روبرت هانسن على عدم مقابلة الأشخاص الذين كانوا يبيعون المعلومات لهم.
يعرف القانون الدولي هؤلاء الأشخاص بأنهم جواسيس في حال كانوا يقومون بالعمليات بملابس مدنية. يعمل الموظفون النظاميون لدى الوكلاء الفعليين في بعض الحالات توفيراً للاتصالات والنقل والدعم المالي وغير ذلك من أشكال الدعم. وهناك مجال آخر يتمثل في العمليات السرية حيث قد يقوم الأفراد سواء كانوا يرتدون الزي الرسمي أو لا بشن غارات وتخريب واغتيالات ودعاية (أي الحرب النفسية)، إلخ.

## الجوانب القانونية
يعرّف قاموس بلاكس لو (1990) التجسس بأنه: جمع أو نقل أو فقدان معلومات متعلقة بالدفاع الوطني. يرتكب الشخص جريمة التجسس في المملكة المتحدة بموجب قانون 1911 إذا كان قد ضر بسلامة أو مصالح الدولة لأي غرض كان مثل:
(أ) الاقتراب أو تفقد أو المرور أو التواجد في أي مكان محظور.
(ب) يقوم بعمل أي مخطط أو خطة أو نموذج أو يقدم ملاحظة مدروسة أو يُقصد منها أن تكون مفيدة بشكل مباشر أو غير مباشر للعدو.
(ج) الحصول أو جمع أو تسجيل أو نشر أو إبلاغ أي شخص آخر بأية كلمة سرية رسمية أو كلمة مرور أو أي مخطط أو خطة أو نموذج أو مقالة أو ملاحظة أو أي مستند آخر يتم اعتباره أو يقصد به أن يكون مفيداً بشكل مباشر أو غير مباشر للعدو.
تغطي جريمة التجسس جميع هذه الأفعال التي يرتكبها أي شخص داخل هيمنة صاحبة الجلالة، أو تقع داخل مجال سيطرة الحكم البريطاني.
تُعرِّف الولايات المتحدة التجسس عليها على أنه: عملية الحصول على معلومات حول الدفاع الوطني أو تسليمها أو إرسالها أو الاتصال بها أو تلقيها اعتقاداً بأن المعلومات قد تُستخدم في ضرر الولايات المتحدة. التجسس هو انتهاك لقانون الولايات المتحدة 18 792-798 والمادة 106 في القانون الموحد للعدالة العسكرية.
اختراق الأهداف الأجنبية من قبل أشخاص موالين لبلدهم
لا تغيّر جميع المصادر البشرية السرية ولاءها للبلد الذي ولدت فيه أو التي أعلنت الولاء الأول لها. نتحدث في هذا القسم عن «الجاسوس» الكلاسيكي والنادر الوجود في الواقع، وهو مواطن مخلص للبلد «أ» ولكنه يحصل على معلومات من البلد «ب» إما من خلال وسائل غير رسمية (مثل التقارير الإخبارية المزيفة) أو من خلال الذهاب إلى العمل من أجل البلد «ب» فعلياً.
هناك حالة خاصة تتعلق بالشخص الموالي من البلد ب والذي يتحكم في الوكلاء أو يوفر وظائف داعمة أو إدارية أخرى ضد البلد أ.

### الإبلاغ السري
كان ريتشارد سورج مواطناً سوفيتياً (أي من البلد أ)، والذي تقدم كصحفي ألماني (البلد ج) في طوكيو لتقديم تقرير عن اليابان (البلد ب) إلى الاتحاد السوفيتي. في النهاية تم القبض على سورج وإعدامه من قبل اليابانيين.
من البديهي أن يكون للجاسوس الذي تم القبض عليه حياً قيمة محتملة أكبر من كونه ميتاً، إذ لا يزال من الممكن استجوابه أو ربما قد يتحول إلى عميل مزدوج. كانت هناك حالات أعلنت فيها البلدان عن إعدام أشخاص مازالوا أحياء في الحقيقة.

### العميل المعلق
العميل المعلق، هو عندما يكون ولاء العميل لبلد واحد (ب) ولكنه يذهب للعمل في خدمة أخرى في البلد (أ) ثم يرجع إلى خدمته الأصلية. يمكن أن تصبح مثل هذه العمليات >>لانهائية المرايا<< حيث قد يتم اكتشاف الخلد والخدمة التي يعمل بها وتحدث محاولة عكس هذه العملية والتي قد تعمل أو لا تعمل.
كان من أشهر العملاء المعلقين وأكثرهم نجاحاً على ما يبدو هو التجنيد السوفيتي المبكر لكيم فيليب (أي الخدمة ب) الذي كان آنذاك عميلاً لدى المخابرات البريطانية السرية (أي الخدمة أ) والتي ذهب بها فيليب للعمل وارتفع إلى رتبة عالية.
بقدر ما هو معروف من المصادر العامة فإن العميل المعلق الوحيد الموالي بالفعل لخدمته الأجنبية كان كارل كوشر والذي ذهب للعمل لدى وكالة الاستخبارات المركزية الأمريكية (أي في خدمة البلد أ) وقد كان في الواقع تابعاً لجهاز المخابرات التشيكوسلوفاكي (الخدمة B1) في حين أن تشيكوسلوفاكيا كانت دولة تابعة للاتحاد السوفيتي (أي الخدمة ب). أصبح كوشر مترجماً لوكالة المخابرات المركزية الأمريكية ومصدراً جيداً للمعلومات للتشيكيين والسوفييت. بينما كان لا يزال مخلصاً لوكالته الأصلية كما عُرف في المصادر العامة، طُلب من كوشر إعداد التقارير لموسكو عن طريق أوليغ كالوجين المقيم القانوني لفترة طويلة في الاتحاد السوفيتي، في الولايات المتحدة. اتهم كالوجين كوتشر بأنه عميل مزدوج للولايات المتحدة. تقاعد كوشر لاحقاً من عمله في وكالة المخابرات المركزية وذهب للعمل في الأوساط الأكاديمية ولكن تمت إعادة تنشيطه في وقت لاحق من قبل المخابرات السوفييتية وبالفعل بدأ بالعمل بدوام جزئي لصالح وكالة المخابرات المركزية الأمريكية، اكتشفه مكتب التحقيقات الفيدرالي خلال هذه الفترة، وحاول قلبه ضد جهاز المخابرات السوفيتية، ولكن مكتب التحقيقات الفيدرالي لاحقاً اعتبره غير موثوق به، واعتقله في النهاية.
استخدمت الولايات المتحدة كاترينا ليونج كعميل معلق في جمهورية الصين الشعبية، وعلى الرغم من أن الولاء الحقيقي ليونج التي جاءت إلى الولايات المتحدة بجواز سفر تايواني لم يكن معروفاً بشكل أكيد. لكن قد يكون لديها ولاء طويل الأجل لجمهورية الصين الشعبية، أو قد تكون موالية للولايات المتحدة ثم تحولت من قبل جمهورية الصين الشعبية، أو كانت في المقام الأول موالية لنفسها فقط.